# Judy Davis
Judy Davis (Perth, 23 de abril de 1955) é uma atriz australiana. Com uma carreira de mais de 40 anos, ela é elogiada por sua versatilidade e é considerada uma das melhores atrizes de sua geração. Davis já recebeu vários prêmios, incluindo oito AACTA Awards, três Emmy Awards, dois BAFTA Awards e dois Globos de Ouro, além de duas indicações ao Oscar.
Ela se formou em 1977 no Instituto Nacional de Arte Dramática da Austrália, onde estrelou ao lado de Mel Gibson em Romeu e Julieta. A maior parte do trabalho teatral de Davis foi em seu país de origem, e incluem Visions (1979), Piaf (1980), Miss Julie (1983), King Lear (1984), Hedda Gabler (1986), Victory (2004) e The Seagull (2011), mas ela também estrelou produções britânicas como em Insignificance de 1982, pelo qual foi indicada para o Laurence Olivier Award de melhor atriz, e na produção de Hapgood (1989) em Los Angeles. Retornou ao Instituto Nacional de Arte Dramática em 2017 para dirigir a peça Love and Money.
Ela ganhou o BAFTA de melhor atriz em cinema e melhor ator estreante pelo filme As Quatro Irmãs (1979), dois AACTA Awards como melhor atriz por Winter of Our Dreams (1981) e atriz coadjuvante por Hoodwink (1981), e mais tarde recebeu indicações ao Oscar por Passagem para a Índia (1984) e Maridos e esposas (1992). Isso a tornou a primeira australiana a receber indicações em ambas as categorias de atuação e a quarta a receber uma indicação ao prêmio. Seus outros papéis no cinema incluem High Rolling (1977), A Invasão dos Cães de Guerra (1982), Heatwave (1983), Em Busca do Passado (1987), Georgia (1988), Simplesmente Alice (1990), George e Frederic (1991), Barton Fink - Delírios de Hollywood (1991), Dark Blood (1993), Poder Absoluto (1997), Desconstruindo Harry (1997), Celebridades (1998), Castigo Divino (2001), Separados pelo Casamento (2006), Anne d'Arpajon em Marie Antoinette (2006), The Eye of the Storm (2011), Para Roma com Amor (2012), Uma Viagem Extraordinária (2013) e A Vingança Está na Moda (2015).
Por seu trabalho na televisão, Davis ganhou o Emmy Award por Servindo em Silêncio (1995), por interpretar Judy Garland em A Vida com Judy Garland: Eu e Minhas Sombras (2001) e A Ex (2007)  e o Globo de Ouro de melhor atriz em minissérie ou telefilme por A Vida com Judy Garland: Eu e Minhas Sombras e Correndo contra o Vento (1991). Seus outros papéis na TV incluem Water Under the Bridge (1980), A Woman Called Golda (1982), Dias Melhores Virão (1999), Nancy Reagan em The Reagans (2003), De Costa a Costa (2003), Sante Kimes em A Little Thing Called Murder (2006), Page Eight (2011), Hedda Hopper em Feud: Bette and Joan (2017), Mystery Road (2018) e Ratched (2020).

## Filmografia

### Cinema
| Ano  | Título                                                   | Papel                        |
| ---- | -------------------------------------------------------- | ---------------------------- |
| 1977 | High Rolling                                             | Lynn                         |
| 1979 | My Brilliant Career                                      | Sybylla Melvyn               |
| 1981 | Winter of Our Dreams                                     | Lou                          |
| 1981 | Hoodwink                                                 | Sarah                        |
| 1982 | Heatwave                                                 | Kate Dean                    |
| 1982 | Who Dares Wins                                           | Frankie Leith                |
| 1984 | A Passage to India                                       | Adela Quested                |
| 1986 | Kangaroo                                                 | Harriet Somers               |
| 1987 | High Tide                                                | Lilli                        |
| 1988 | Georgia                                                  | Nina Bailley / Georgia White |
| 1990 | Alice                                                    | Vicki                        |
| 1991 | Impromptu                                                | George Sand                  |
| 1991 | Barton Fink                                              | Audrey Taylor                |
| 1991 | Where Angels Fear to Tread                               | Harriet Harriton             |
| 1991 | On My Own                                                | Mãe de Simon                 |
| 1991 | Naked Lunch                                              | Joan Frost / Joan Lee        |
| 1992 | Husbands and Wives                                       | Sally                        |
| 1994 | The Ref                                                  | Caroline                     |
| 1994 | The New Age                                              | Katherine Witner             |
| 1996 | Children of the Revolution                               | Joan                         |
| 1996 | Blood and Wine                                           | Suzanne                      |
| 1997 | Absolute Power                                           | Gloria Russell               |
| 1997 | Deconstructing Harry                                     | Lucy                         |
| 1998 | Celebrity                                                | Robin Simon                  |
| 2001 | Gaudi Afternoon                                          | Cassandra                    |
| 2001 | The Man Who Sued God                                     | Anna Redmond                 |
| 2003 | Swimming Upstream                                        | Dora Fingleton               |
| 2006 | The Break-Up                                             | Marilyn Dean                 |
| 2006 | Marie Antoinette                                         | Condessa de Noailles         |
| 2011 | The Eye of the Storm                                     | Dorothy de Lascabanes        |
| 2012 | To Rome with Love                                        | Phyllis                      |
| 2012 | Dark Blood                                               | Buffy Fletcher               |
| 2013 | L'Extravagant Voyage du jeune et prodigieux T. S. Spivet | Jibsen                       |
| 2015 | The Dressmaker                                           | Molly Dunnage                |
| 2021 | Nitram                                                   | Mum                          |

### Televisão
| Ano  | Título                                               | Papel                 | Notas                                     |
| ---- | ---------------------------------------------------- | --------------------- | ----------------------------------------- |
| 1980 | Water Under the Bridge                               | Carrie Mazzini        | 4 episódios                               |
| 1982 | A Woman Called Golda                                 | Golda Meir jovem      | Filme de TV                               |
| 1982 | The Merry Wives of Windsor                           | Senhora Ford          | Filme de TV                               |
| 1986 | American Playhouse                                   | Cleo                  | Episódio: "Rocket to the Moon"            |
| 1991 | One Against the Wind                                 | Condessa Mary Lindell | Filme de TV                               |
| 1995 | Serving in Silence: The Margarethe Cammermeyer Story | Dianne Divelbess      | Filme de TV                               |
| 1998 | The Echo of Thunder                                  | Gladwyn Ritchie       | Filme de TV                               |
| 1999 | Dash and Lilly                                       | Lillian Hellman       | Filme de TV                               |
| 1999 | A Cooler Climate                                     | Paula                 | Filme de TV                               |
| 2001 | Life with Judy Garland: Me and My Shadows            | Judy Garland          | 2 episódios                               |
| 2003 | The Reagans                                          | Nancy Reagan          | Filme de TV                               |
| 2003 | Coast to Coast                                       | Maxine Pierce         | Filme de TV                               |
| 2006 | A Little Thing Called Murder                         | Sante Kimes           | Filme de TV                               |
| 2007 | The Starter Wife                                     | Joan McAllister       | 6 episódios                               |
| 2007 | Masters of Science Fiction                           | Deanna                | Episódio: "A Clean Escape"                |
| 2008 | The Starter Wife                                     | Joan McAllister       | 10 episódios                              |
| 2009 | Diamonds                                             | Joan Cameron          | Filme de TV                               |
| 2011 | Page Eight                                           | Jill Tankard          | Filme de TV                               |
| 2014 | Salting the Battlefield                              | Jill Tankard          | Filme de TV                               |
| 2017 | Feud: Bette and Joan                                 | Hedda Hopper          | 8 episódios                               |
| 2018 | Mystery Road                                         | Emma James            | 6 episódios                               |
| 2020 | Ratched                                              | Betsy Bucket          | 8 episódios                               |
| 2022 | Roar                                                 | Rosey                 | Episódio: "The Woman Who Ate Photographs" |

## Principais prêmios
Oscar
- Recebeu uma indicação em 1984, na categoria de Melhor Atriz, por sua atuação em Passagem para a Índia e em 1992, na categoria de Melhor Atriz Coadjuvante, por sua atuação em Maridos e Esposas.

Globo de Ouro
- Recebeu uma indicação em 1992, na categoria de Melhor Atriz Coadjuvante, por sua atuação em Maridos e Esposas
- Recebeu quatro indicações na categoria de Melhor Atriz em Minissérie / Filme para televisão, por suas atuações em Correndo Contra o Tempo, em 1991; Dash and Lily, em 1999; A Vida com Judy Garland, em 2001; e The Reagans, em 2003; tendo vencido em 1991 e 2001.
- Recebeu uma indicação na categoria de Melhor Atriz Coadjuvante em Minissérie / Filme para televisão, por sua atuação em Servindo em Silêncio, em 1995.

BAFTA
- Recebeu duas indicações na categoria de Melhor Atriz, por suas atuações em My Brilliant Career, em 1979; e por Maridos e Esposas, em 1992; venceu em 1979.
- Venceu na categoria de Melhor Revelação por My Brilliant Career, em 1979.

Independent Spirit Awards
- Venceu na categoria de Melhor Atriz por George e Frederic, em 1991.